# Діана Келару
Діана Келару  (рум. Diana Maria Chelaru, 15 серпня 1993) — румунська гімнастка, олімпійська медалістка.

## Виступи на Олімпіадах
| Олімпіада   | Дисципліна        | Місце   |
| ----------- | ----------------- | ------- |
| Лондон 2012 | командний залік   | 3       |
| Лондон 2012 | вільні врави      | 10 r1/2 |
| Лондон 2012 | різновисокі бруси | 34 r1/2 |